# Liu Shiying
Liu Shiying (née le 24 septembre 1993) est une athlète chinoise, spécialiste du lancer du javelot, médaillée d'or aux Jeux Olympiques de Tokyo en 2021 et médaillée d'argent aux championnats du monde de Doha en 2019.

## Biographie
En 2012, après s'être imposée lors des championnats d'Asie juniors avec un lancer à 53,02 m, Liu Shiying remporte la médaille d'argent aux championnats du monde juniors, derrière la Suédoise Sofi Flinck.

### 2017: 8e aux Mondiaux de Londres
Toujours en progression chaque année, Liu Shiying atteint son pic de forme le 21 mai 2017 où, lors du Golden Grand Prix de Kawasaki, où elle établit un nouveau record d'Asie du lancer du javelot avec la marque de 66,47 m, améliorant de 34 centimètres (66,13 m) l'ancien record détendu par sa compatriote Lü Huihui qui l'avait réalisé lors des Mondiaux de 2015. Avec cette performance, la Chinoise se classe 2e des bilans mondiaux 2017 derrière la Turque Eda Tuğsuz et ses 67,21 m. Cinq jours plus tard, elle se classe 2e du Prefontaine Classic de Eugene avec 65,21 m, derrière la Biélorusse Tatsiana Khaladovich (66,30 m), mais devant la championne olympique en titre Sara Kolak (64,64 m).
Aux championnats du monde de Londres, sa compatriote Lü Huihui lui reprend le record d'Asie dès les qualifications avec un lancer mesuré à 67,59 m. En finale du lancer du javelot, Liu Shiying termine seulement 8e avec 62,84 m.

### 2018: victoire aux Jeux asiatiques
Le 20 mai 2018, la Chinoise remporte le Osaka Grand Prix en portant son record personnel à 67,12 m. Elle signe ensuite une victoire à Offenbourg, le 2 juin, avec 64,08 m, avant de terminer 2e de l'Athletissima de Lausanne un mois plus tard avec 64,46 m, derrière la surprenante Tchèque Nikola Ogrodnikova (65,02 m). Le 28 août, elle remporte le titre des Jeux asiatiques de Jakarta avec un jet à 66,09 m, nouveau record des Jeux.

### 2019: vice-championne du monde à Doha
Aux championnats du monde 2019, Liu Shiying est en tête du concours du lancer du javelot avec 65,88 m, son meilleur jet de la saison, mais est dépassée lors du dernier essai par l'Australienne Kelsey-Lee Barber qui réalise 66,56 m. Elle remporte malgré tout sa première médaille d'argent mondiale en devançant sur le podium sa compatriote et détentrice du record d'Asie Lü Huihui.
En septembre 2020, elle porte son record personnel à 67,29 m à Shaoxing. 

### 2021: championne olympique à Tokyo
Lors des Jeux Olympiques de Tokyo en août, Liu réalise sa meilleure marque de la saison avec un lancer à 66,34 m effectué dès son premier essai. Aucune autre concurrente ne parvient ensuite à faire mieux, ce qui lui permet de devenir la première Asiatique sacrée championne olympique dans cette épreuve. Elle devance sur le podium la Polonaise Maria Andrejczyk et la championne du monde en titre Kelsey-Lee Barber.

## Palmarès
| Date | Compétition                   | Lieu             | Résultat | Marque  |
| ---- | ----------------------------- | ---------------- | -------- | ------- |
| 2012 | Championnats d'Asie juniors   | Colombo          | 1re      | 53,02 m |
| 2012 | Championnats du monde juniors | Barcelone        | 2e       | 59,20 m |
| 2015 | Championnats d'Asie           | Wuhan            | 1re      | 61,63 m |
| 2017 | Championnats du monde         | Londres          | 8e       | 62,84 m |
| 2018 | Jeux asiatiques               | Jakarta          | 1re      | 66,09 m |
| 2018 | Ligue de diamant              | Ligue de diamant | 2e       | 66,00 m |
| 2019 | Championnats du monde         | Doha             | 2e       | 65,88 m |
| 2021 | Jeux olympiques               | Tokyo            | 1re      | 66,34 m |
| 2022 | Championnats du monde         | Eugene           | 4e       | 63,25 m |
| 2023 | Championnats d'Asie           | Bangkok          | 2e       | 61,51 m |
| 2023 | Championnats du monde         | Budapest         | 6e       | 61,66 m |

## Records
| Épreuve           | Marque  | Lieu     | Date              |
| ----------------- | ------- | -------- | ----------------- |
| Lancer du javelot | 67,29 m | Shaoxing | 16 septembre 2020 |